# 丑闻笔记 (电影)
是英国心理惊悚片，该片改编自佐伊·海勒的长篇小说《丑闻笔记》，导演理查德·艾尔，主演茱蒂·丹契、凱特·布蘭琪、比尔·奈伊、安德鲁·辛普森、迈克尔·马罗尼、肖恩·帕克斯。

## 剧情
在英国伦敦，60歲且未婚的芭芭拉（茱蒂·丹契 飾）是個有威嚴的資深歷史老師，過著獨居的生活。某天，已婚並育有一子一女的美丽女教师希芭·哈特（凱特·布蘭琪 飾）成為學校的新進美術老師，在適應新環境的階段，芭芭拉（茱蒂·丹契 飾）向希芭伸出援手，兩人因而成為好友。和丈夫年齡差距甚大的希芭面對叛逆女兒和唐氏症兒子，逐漸萌生寂寞與無力感。此時，在班上男学生史蒂文·康纳利（安德鲁·辛普森 飾）的引誘下，希芭竟與男學生展開恋情並多次發生性關係。此不倫戀被芭芭拉撞見，芭芭拉對希芭表示會替她保守秘密，但前提是希芭必須與男學生分手。
芭芭拉在握有這個不可告人的秘密後，開始控制希芭，對希芭產生強烈的佔有慾與超乎普通朋友的情愫，並把對希芭的一切想像和計畫都記錄在筆記本中。希芭夾在男學生和芭芭拉兩人之間進退失據。某日，陪伴芭芭拉多年的心愛小貓被安樂死，深受打擊的芭芭拉要求希芭陪她，但希芭因為要觀賞兒子的學校表演而抽不開身，芭芭拉逐漸感受到希芭開始不受自己控制；加上得知希芭竟然不聽勸告仍與男學生藕斷絲連，於是芭芭拉將兩人的不倫關係告知學校某位暗戀希芭的男教師。
此事很快在學校傳得沸沸揚揚，「已婚女教師和未成年男學生的不倫戀」亦引來媒體大肆的報導與追逐，希芭的丈夫理查德（比尔·奈伊 飾）勃然大怒，男學生的雙親亦登門毆打希芭。此時，身處漩渦之中並自責不已的希芭，仍不知是自己最親近的好友將秘密洩露出去。家門外被媒體包圍且走投無路的希芭，因而暫住芭芭拉的家，芭芭拉暗自欣喜，終於可以和希芭長相廝守。
某日，芭芭拉外出購物，希芭無意中發現了芭芭拉的筆記本。震驚的希芭看完筆記本中的字句後，發現獨居多年的芭芭拉對自己產生「超乎朋友」的情愫，並發現原來是芭芭拉暗中將婚外情的秘密洩露出去，亦得知芭芭拉甚至曾經用類似方式控制另一位名叫珍妮佛的女人。芭芭拉回家後，幾近崩潰邊緣的希芭失控的質問芭芭拉，兩人因而大打出手......。

## 演员
| 演员          | 角色          | 身分               |
| 茱蒂·丹契     | 芭芭拉        | 單身的資深中學教師 |
| 凱特·布蘭琪   | 希芭·哈特     | 年輕的新進美術老師 |
| 比尔·奈伊     | 理查德·哈特   | 希芭的丈夫         |
| 安德鲁·辛普森 | 史蒂文·康纳利 | 15歲中學生         |
| 迈克尔·马罗尼 | 桑迪          |                    |
| 肖恩·帕克斯   | 比尔          |                    |
| 汤姆·乔治森   | 泰德·莫森     |                    |
| 艾玛·肯尼迪   | 琳达          |                    |
| 朱诺·坦普尔   | 波莉·哈特     |                    |
| 安-玛莉·杜芙  | 安娜贝尔      |                    |

## 評價
此部電影上映後得到普遍好評，爛番茄有87%的新鮮度。英國《衛報》評價茱蒂·丹契與凱特·布蘭琪對此部電影起到了巨大的作用。美國媒體也給予好評，《洛杉磯時報》評價此片「拍出性感、憧憬的情愫，如電影《致命的吸引力》（Fatal Attraction）」。《芝加哥太陽報》影評人羅傑·艾伯特表示，「茱蒂·丹契與凱特·布蘭琪兩人扣人心弦的對手戲表現或許會成為2006年度最令人印象深刻的演出。」

## 獎項
| 授獎單位                | 奖项                 | 得獎者         | 结果 |
| ----------------------- | -------------------- | -------------- | ---- |
| 第79屆奧斯卡金像獎      | 最佳女主角           | 茱蒂·丹契      | 提名 |
| 第79屆奧斯卡金像獎      | 最佳女配角           | 凱特·布蘭琪    | 提名 |
| 第79屆奧斯卡金像獎      | 最佳改編劇本         | Patrick Marber | 提名 |
| 第79屆奧斯卡金像獎      | 最佳原創音樂         | Philip Glass   | 提名 |
| 第64屆金球獎            | 最佳戲劇類電影女主角 | 茱蒂·丹契      | 提名 |
| 第64屆金球獎            | 最佳電影女配角       | 凱特·布蘭琪    | 提名 |
| 第64屆金球獎            | 最佳劇本             | Patrick Marber | 提名 |
| 第13屆美國演員工會獎    | 最佳女主角           | 茱蒂·丹契      | 提名 |
| 第13屆美國演員工會獎    | 最佳女配角           | 凱特·布蘭琪    | 提名 |
| 第60屆英國電影學院獎    | 最佳英國電影         |                | 提名 |
| 第60屆英國電影學院獎    | 最佳女主角           | 茱蒂·丹契      | 提名 |
| 第60屆英國電影學院獎    | 最佳改編劇本         | Patrick Marber | 提名 |
| 英國獨立電影獎          | 最佳英國獨立電影     |                | 提名 |
| 英國獨立電影獎          | 最佳女主角           | 茱蒂·丹契      | 獲獎 |
| 英國獨立電影獎          | 最佳女配角           | 凱特·布蘭琪    | 提名 |
| 英國獨立電影獎          | 最佳劇本             | Patrick Marber | 獲獎 |
| 廣播影評人協會獎        | 最佳影片             |                | 提名 |
| 廣播影評人協會獎        | 最佳女主角           | 茱蒂·丹契      | 提名 |
| 廣播影評人協會獎        | 最佳女配角           | 凱特·布蘭琪    | 提名 |
| 芝加哥影評人協會獎      | 最佳女主角           | 茱蒂·丹契      | 提名 |
| 芝加哥影評人協會獎      | 最佳女配角           | 凱特·布蘭琪    | 提名 |
| 芝加哥影評人協會獎      | 最佳改編劇本         | Patrick Marber | 提名 |
| 芝加哥影評人協會獎      | 最佳原創電影音樂     | Philip Glass   | 提名 |
| 達拉斯—沃斯堡影評人協會 | 最佳女配角           | 凱特·布蘭琪    | 獲獎 |
| 英國標準晚報電影大獎    | 最佳女主角           | 茱蒂·丹契      | 獲獎 |
| 佛羅里達影評人協會獎    | 最佳女配角           | 凱特·布蘭琪    | 獲獎 |
| 倫敦影評圈大獎          | 年度最佳演員         | 茱蒂·丹契      | 提名 |
| 倫敦影評圈大獎          | 年度最佳英國主角     | 茱蒂·丹契      | 提名 |
| 倫敦影評圈大獎          | 年度最佳英國配角     | 比尔·奈伊      | 提名 |
| 奧克拉荷馬影評人協會獎  | 最佳女配角           | 凱特·布蘭琪    | 獲獎 |
| 在線影評人協會獎        | 最佳女主角           | 茱蒂·丹契      | 提名 |
| 在線影評人協會獎        | 最佳女配角           | 凱特·布蘭琪    | 提名 |
| 在線影評人協會獎        | 最佳原創音樂         | Phillip Glass  | 提名 |
| 鳳凰城影評人協會獎      | 最佳女配角           | 凱特·布蘭琪    | 獲獎 |
| 多倫多影評人協會獎      | 最佳女配角           | 凱特·布蘭琪    | 獲獎 |